# ビューフォート風力階級
ビューフォート風力階級（ビューフォートふうりょくかいきゅう、英: (the) Beaufort scale）は、風力（風の強さ）を分類するための風速の尺度である。

## 名称
考案者の姓（Beaufort、ボーフォート）によるものである。Beaufort はフランス語起源の語であり、フランス語の発音は「ボーフォール」、英語の発音は「ボーフォート」に近い。しかし日本では慣例として「ビューフォート」とされることがほとんどである。
明治時代に、Beaufort風力階級が日本に導入されたとき、beautiful（美しい）の発音の影響から、「美氏風力階級」の語と「ビューフォート」との誤った発音が生じた。

## 概要
イギリス海軍の、後に提督となったフランシス・ボーフォートが1805年に提唱した。ボーフォートは武装帆船での航海において、海上の風の強さを表現するため、自らの経験に基づいて風力を0から12までの13段階に区分、各段階における海の状況（波浪など）を記した表を作成した。1838年にはイギリス海軍全体で風力を記録することが定められる。その後、陸上にも対応するよう改正され、1874年には国際気象委員会で国際気象通報式に採用された。20世紀に入ると風速の物理値との関係式が定められた。
改正を経て、1964年に世界気象機関 (WMO)の風力の標準尺度に採用された。日本の気象庁の採用している気象庁風力階級はこのビューフォート風力階級を翻訳したもので、内容は同一である。
WMOにおける風力階級Bと風速Vは、経験的に以下の関係式で表される。
V = 0.836 B3/2 m/s
なお、現在は風速計やドップラー・レーダーなどの風速値が分かる観測器が広く用いられているため、気象観測において、風力階級表を用いた目視観測で風速を決定することはほとんどない。しかし、風速計の故障時には代替として用いるほか、広い範囲の風の強さを評価するとき、また野外で風速の目安を目視で知りたい時などに活用できる。

## ビューフォート風力階級表

### 日本
日本では風力は「風力5」のように数字で表し、「疾風」のような名称は公式には使用しない。また、風速には相当風速（開けた平らな土地で地上10mの高さでの10分間の平均風速）を用いる。瞬間風速は相当風速の1.5〜2倍、またはそれ以上になることもある。

### 一覧
| 風力 | 名称                                                            | 相当風速                 | 陸上の様子                                                             | 海上の様子                                                                                           |
| ---- | --------------------------------------------------------------- | ------------------------ | ---------------------------------------------------------------------- | --- |
| 0    | 平穏（へいおん） / 静穏（せいおん） / Calm                      | 0〜0.2m/s 0knot          | 煙はまっすぐ昇る。                                                     | 水面は鏡のように穏やか。                                                                             |
| 1    | 至軽風（しけいふう）/ Light air                                 | 0.3〜1.5m/s 1〜3knot     | 煙は風向きが分かる程度にたなびく。                                     | うろこのようなさざ波が立つ。                                                                         |
| 2    | 軽風（けいふう）/ Light breeze                                  | 1.6〜3.3m/s 4〜6knot     | 顔に風を感じる。木の葉が揺れる。                                       | はっきりしたさざ波が立つ。                                                                           |
| 3    | 軟風（なんぷう）/ Gentle breeze                                 | 3.4〜5.4m/s 7〜10knot    | 木の葉や小枝が揺れる。                                                 | 波頭が砕ける。白波が現れ始める。                                                                     |
| 4    | 和風（わふう）/ Moderate breeze                                 | 5.5〜7.9m/s 11〜16knot   | 砂埃が立ったり、小さなゴミや落ち葉が宙に舞ったりする。                 | 小さな波が立つ。白波が増える。                                                                       |
| 5    | 疾風（しっぷう）/ Fresh breeze                                  | 8.0〜10.7m/s 17〜21knot  | 葉のある灌木が揺れ始める。                                             | 水面に波頭が立つ。                                                                                   |
| 6    | 雄風（ゆうふう）/ Strong breeze                                 | 10.8〜13.8m/s 22〜27knot | 木の大枝が揺れ、傘がさしにくくなる。電線が唸る。                       | 白く泡立った波頭が広がる。                                                                           |
| 7    | 強風（きょうふう）/ High wind / Moderate gale / Near gale       | 13.9〜17.1m/s 28〜33knot | 大きな木の全体が揺れ、風に向かって歩きにくい。                         | 波頭が砕けて白い泡が風に吹き流される。                                                               |
| 8    | 疾強風（しっきょうふう）/ Gale / Fresh gale                     | 17.2〜20.7m/s 34〜40knot | 小枝が折れる。風に向かって歩けない。                                   | 大波のやや小さいもの。波頭が砕けて水煙となり、泡は筋を引いて吹き流される。                           |
| 9    | 大強風（だいきょうふう）/ Strong gale                           | 20.8〜24.4m/s 41〜47knot | 屋根瓦が飛ぶ。人家に被害が出始める。                                   | 大波。泡が筋を引く。波頭が崩れて逆巻き始める。                                                       |
| 10   | 全強風（ぜんきょうふう） / 暴風（ぼうふう）/ Storm / Whole gale | 24.5〜28.4m/s 48〜55knot | 内陸部では稀。根こそぎ倒される木が出始める。人家に大きな被害が起こる。 | のしかかるような大波。白い泡が筋を引いて海面は白く見え、波は激しく崩れて視界が悪くなる。             |
| 11   | 暴風（ぼうふう） / 烈風（れっぷう）/ Violent storm              | 28.5〜32.6m/s 56〜63knot | めったに起こらない。広い範囲の被害を伴う。                             | 山のような大波。海面は白い泡ですっかり覆われる。波頭は風に吹き飛ばされて水煙となり、視界は悪くなる。 |
| 12   | 颶風（ぐふう）/ Hurricane                                       | 32.7m/s 以上 64knot 以上 | 被害がさらに甚大になる。                                               | 大気は泡としぶきに満たされ、海面は完全に白くなる。視界は非常に悪くなる。                             |

### 備考
なお、この風力階級表はあくまで地上10mにおける風速を地上の煙や木の揺れなどと関連付けたものなので、地表付近の風速とは少し異なる。
風力の数字の欄の色彩のように、しばしば風力階級別に彩られることがある。
また、風力13 - 17までは対応する風速値が定められているが、これは竜巻や台風の風速表現に限定して用いられる。熱帯低気圧（ハリケーン）のサファ・シンプソン・ハリケーン・ウィンド・スケール(SSHWS)や竜巻の藤田スケール(Fスケール)/改良藤田スケール(EFスケール)、TORROスケールなどのスケールはいずれもビューフォート風力階級との対応関係が定められている。

## 海上警報
日本では海上の風力が7以上になっている場合、または今後24時間以内に7以上に達すると予想される場合に気象庁によって海上警報が発表される。

### 一覧
- 風力7：海上風警報
- 風力8または9：海上強風警報
- 台風で風力10または11、または温帯低気圧で風力10〜12：海上暴風警報
- 台風で風力12：海上台風警報